# Giro di Lombardia 1909
Il Giro di Lombardia 1909, quinta edizione della corsa, fu disputata il 7 novembre 1909, su un percorso totale di 193 km. Fu vinta dall'italiano  Giovanni Cuniolo, giunto al traguardo con il tempo di 6h13'21", alla media di 31,016 km/h, precedendo Omer Beaugendre e Louis Trousselier. 
Presero il via da Milano 355 ciclisti (dei 415 iscritti) e 293 di essi portarono a termine la gara.

## Ordine d'arrivo (Top 10)
| Pos. | Corridore                  | Squadra                    | Tempo                      |
| ---- | -------------------------- | -------------------------- | -------------------------- |
| 1    | Giovanni Cuniolo           | Rudge Whitworth-Pirelli    | 6h13'21"                   |
| 2    | Omer Beaugendre            | Alcyon-Dunlop              | s.t.                       |
| 3    | Louis Trousselier          | Alcyon-Dunlop              | s.t.                       |
| 4    | Octave Lapize              | Biguet-Dunlop              | s.t.                       |
| 5    | Alfredo Tibiletti          | -                          | s.t.                       |
| 6    | 21 ciclisti a s.t. ex æquo | 21 ciclisti a s.t. ex æquo | 21 ciclisti a s.t. ex æquo |